# Varigovce
Varigoc en albanais et Varigovce en serbe latin (en serbe cyrillique : Вариговце) est une localité du Kosovo située dans la commune/municipalité de Lipjan/Lipljan, district de Pristina (Kosovo) ou district de Kosovo (Serbie). Selon le recensement kosovar de 2011, elle compte 252 habitants, dont 251 Albanais.

## Démographie

### Évolution historique de la population dans la localité
| 1948 | 1953 | 1961 | 1971 | 1981 | 1991 | 2011 |
| ---- | ---- | ---- | ---- | ---- | ---- | ---- |
| 66   | 72   | 91   | 119  | 169  | 210  | 252  |

|  |